# Gunter Fritsch

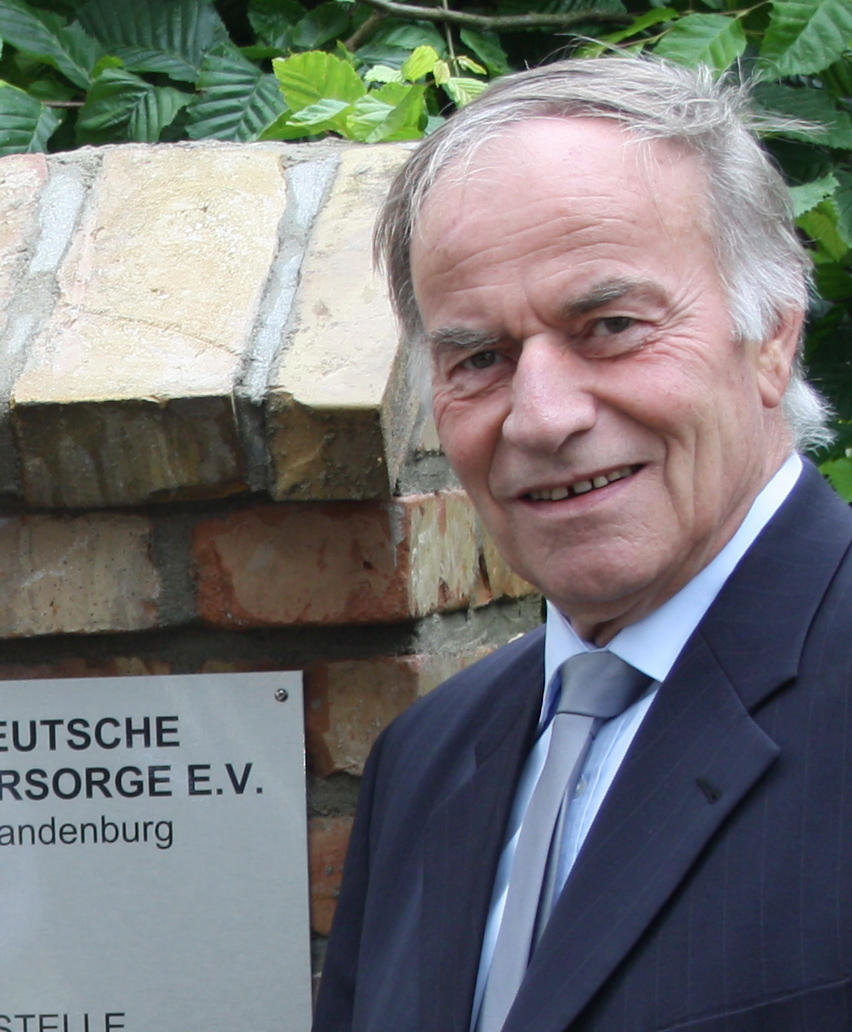
Gunter Fritsch (2013)

Gunter Fritsch (* 5. Oktober 1942 in Landsberg an der Warthe, Provinz Brandenburg) ist ein deutscher Politiker (SPD). Er war Landesminister und Präsident des Landtages Brandenburg. Außerdem war er bis 2021 Landesvorsitzender des Volksbundes Deutsche Kriegsgräberfürsorge e. V. in Brandenburg.

## Leben
Die Flucht vor der Roten Armee 1945 endete für Gunter Fritsch und seine Familie in Tabarz/Thür. Wald. Erst 1947 kehrte sie wieder nach Brandenburg zurück und siedelte sich in Tempelberg (damals Landkreis Lebus) bei Fürstenwalde/Spree an. Seit 1949 besuchte Fritsch die Grundschule. 1957 zog die Familie nach Müncheberg um. Von 1961 bis 1964 absolvierte er eine Berufsausbildung mit Abitur zum Kfz-Schlosser. Wegen seines evangelischen Glaubens verweigerte er den Dienst an der Waffe und war Bausoldat bei der NVA. Von 1967 bis 1990 arbeitet er zunächst als Labormechaniker, später als Entwicklungsingenieur am Zentralinstitut für Optik und Spektroskopie der Akademie der Wissenschaften der DDR. Berufsbegleitend studierte er von 1967 bis 1974 im Fernstudium an der TU Dresden und schloss als Diplom-Ingenieur für Hochfrequenztechnik ab.
Von Mai 2007 bis Januar 2008 war er in zweiter Ehe mit der Kinderärztin Christa-Maria Engst, parteilose Stadtverordnete der SPD-Fraktion, bis zu deren Tod in Brandenburg an der Havel verheiratet. Sie hatten sich bei ihrem gemeinsamen Hobby Bergsteigen in der Sächsischen Schweiz kennengelernt, sich dann aus den Augen verloren und 2004 nach 40 Jahren wiedergetroffen.
Aus erster Ehe hat er zwei Kinder.

## Politik
Gunter Fritsch ist seit 1990 Mitglied der SPD und gehört zum Ortsverein Müncheberg. Von 1990 bis 1993 war er Stadtverordneter in Müncheberg. Ab Oktober 1993 bis 1997 war er Abgeordneter des Kreistages des Landkreises Märkisch-Oderland. Von Oktober 2003 bis Oktober 2004 war er erneut Abgeordneter des Kreistages von Märkisch-Oderland. Von September 2008 bis Juli 2012 war er Abgeordneter der Stadtverordnetenversammlung von Brandenburg an der Havel und dort Mitglied im Ausschuss für Finanzen und Liegenschaften.
Bei den Landtagswahlen im September 1999 wurde er erstmals als Abgeordneter in den Landtag Brandenburg gewählt und war bis Oktober 2004 auch der Vorsitzende der Fraktion der SPD und des Hauptausschusses. Bei den Landtagswahlen 2004 gelang ihm der Wiedereinzug in den Landtag Brandenburg über die Landesliste. Nach der Landtagswahl in Brandenburg 2014 schied er aus dem Landtag aus. Von Oktober 2004 bis Oktober 2014 war er Präsident des Landtages.
Seit 1990 war er zunächst Landrat des Landkreises Strausberg und nach der Kreisgebietsreform von 1993 bis 1997 Landrat des Landkreises Märkisch-Oderland. Von 1997 bis 1999 war Gunter Fritsch Minister für Ernährung, Landwirtschaft und Forsten des Landes Brandenburg.
Seit dem 8. Juli 2000 ist er stellvertretender Vorsitzender des Landesverbandes Brandenburg der SPD.

## Sonstiges
- Kuratoriumsmitglied der Stiftung „Sparkasse Märkisch-Oderland“
- ehemaliger Vorsitzender des Landestourismusverbandes Brandenburg e. V.
- Kuratoriumsmitglied der Stiftung Brandenburgisches Haupt- und Landgestüt Neustadt/Dosse
- Vertreter des Landtages in der Konferenz der Europäischen Regionalen Gesetzgebenden Parlamente (CALRE)
- Vorsitzender des Fördervereins Flugplatzfreunde Eggersdorf 1936 e. V. (FFE 36)